# Representació en espai d'estats
En el camp de l'enginyeria de control, una representació en espai d'estats és el model matemàtic d'un sistema físic com un conjunt d'entrades, sortides i variables d'estat relacionades entre si per un sistema d'equacions diferencials de primer ordre. Per seguir una notació independent del nombre d'entrades, sortides i estats, les variables s'expressen com a vectors i les equacions diferencials algebraiques s'escriuen en forma matricial (això es pot fer quan el sistema dinàmic és lineal i invariant en el temps). La representació en espai d'estats proporciona una manera útil i compacta per modelar i analitzar sistemes amb múltiples entrades i sortides. Amb {\displaystyle p} entrades i {\displaystyle q} sortides, caldria escriure {\displaystyle q\times p} transformades de Laplace per definir i codificar tota la informació del sistema. A diferència de la formulació en domini freqüencial, l'ús de la representació en espai d'estats no es limita a sistemes amb components lineals i condicions inicials nul·les. "Espai d'estats" es refereix a l'espai vectorial els eixos del qual són les variables d'estat. L'estat del sistema es pot representar com un vector dins d'aquest espai vectorial.

## Variables d'estat

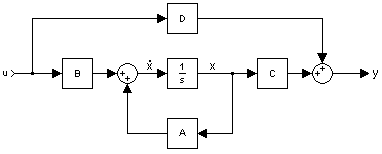
Representació en diagrama de blocs de les equacions d'espai d'estats

Les variables d'estat són el conjunt més petit possible de variables del sistema que pot representar l'estat del sistema en qualsevol temps. El nombre mínim de variables d'estat necessàries per representar un sistema donat, {\displaystyle n}, és generalment igual a l'ordre de l'equació diferencial que defineix el sistema. Si el sistema està representat en forma de funció de transferència, el nombre mínim de variables d'estat és igual a l'ordre del denominador de la funció de transferència expressat en forma de fracció. La conversió d'un espai d'estats a una funció de transferència pot comportar la pèrdua d'informació interna sobre el sistema, i pot proporcionar una descripció d'un sistema que és estable, quan la representació en espai d'estat equivalent és inestable en alguns punts. En els circuits elèctrics, el nombre de variables d'estat és sovint, encara que no sempre, el mateix que el nombre d'elements capaços d'emmagatzemar energia al circuit, com  condensadors i bobines.

## Sistemes lineals
La representació en espai d'estat més general d'un sistema lineal amb {\displaystyle p} entrades, {\displaystyle q} sortides i {\displaystyle n} variables d'estat s'escriu de la forma següent:
{\displaystyle {\dot {\mathbf {x} }}(t)=A(t)\mathbf {x} (t)+B(t)\mathbf {u} (t)}
{\displaystyle \mathbf {y} (t)=C(t)\mathbf {x} (t)+D(t)\mathbf {u} (t)}
on:
{\displaystyle \mathbf {x} (\cdot )} rep el nom de "vector d'estat", {\displaystyle \mathbf {x} (t)\in \mathbb {R} ^{n}};
{\displaystyle \mathbf {y} (\cdot )} rep el nom de "vector de sortides", {\displaystyle \mathbf {y} (t)\in \mathbb {R} ^{q}};
{\displaystyle \mathbf {u} (\cdot )} rep el nom de "vector d'entrades (o control)", {\displaystyle \mathbf {u} (t)\in \mathbb {R} ^{p}};
{\displaystyle A(\cdot )} és la "matriu dinàmica", {\displaystyle \operatorname {dim} [A(\cdot )]=n\times n},
{\displaystyle B(\cdot )} és la "matriu de control", {\displaystyle \operatorname {dim} [B(\cdot )]=n\times p},
{\displaystyle C(\cdot )} és la "matriu d'observació", {\displaystyle \operatorname {dim} [C(\cdot )]=q\times n},
{\displaystyle D(\cdot )} és la "matriu d'acció directa" (quan el sistema no té un subsistema de realimentació endavant, {\displaystyle D(\cdot )} és una matriu de zeros), {\displaystyle \operatorname {dim} [D(\cdot )]=q\times p},
{\displaystyle {\dot {\mathbf {x} }}(t):={\frac {\operatorname {d} }{\operatorname {d} t}}\mathbf {x} (t)}.
En aquesta formulació general, es permet que totes les matrius siguin variables amb el temps (és a dir, els seus elements poden dependre del temps). Tanmateix, molts sistemes es representen linealitzats, en aquests casos les matrius són invariants en el temps. La variable temps {\displaystyle t} pot ser contínua (per exemple, {\displaystyle t\in \mathbb {R} }) o discreta (per exemple, {\displaystyle t\in \mathbb {Z} }). En aquest últim cas, la variable temps s'expressa sovint com {\displaystyle k}. Els sistemes híbrids permeten subsistemes amb dominis de temps discret i continus alhora. En funció de les consideracions preses en cada cas, la representació del model d'espai d'estats pot prendre les següents formes:
| Tipus de sistema                                              | Model d'espai d'estats |
| temps-invariant continu                                       | {\displaystyle {\dot {\mathbf {x} }}(t)=A\mathbf {x} (t)+B\mathbf {u} (t)} {\displaystyle \mathbf {y} (t)=C\mathbf {x} (t)+D\mathbf {u} (t)}                                                         |
| temps-variant continu                                         | {\displaystyle {\dot {\mathbf {x} }}(t)=\mathbf {A} (t)\mathbf {x} (t)+\mathbf {B} (t)\mathbf {u} (t)} {\displaystyle \mathbf {y} (t)=\mathbf {C} (t)\mathbf {x} (t)+\mathbf {D} (t)\mathbf {u} (t)} |
| temps-invariant discret                                       | {\displaystyle \mathbf {x} (k+1)=A\mathbf {x} (k)+B\mathbf {u} (k)} {\displaystyle \mathbf {y} (k)=C\mathbf {x} (k)+D\mathbf {u} (k)}                                                                |
| temps-variant discret                                         | {\displaystyle \mathbf {x} (k+1)=\mathbf {A} (k)\mathbf {x} (k)+\mathbf {B} (k)\mathbf {u} (k)} {\displaystyle \mathbf {y} (k)=\mathbf {C} (k)\mathbf {x} (k)+\mathbf {D} (k)\mathbf {u} (k)}        |
| Domini {\displaystyle s} (Laplace) de temps-invariant continu | {\displaystyle s\mathbf {X} (s)=A\mathbf {X} (s)+B\mathbf {U} (s)} {\displaystyle \mathbf {Y} (s)=C\mathbf {X} (s)+D\mathbf {U} (s)}                                                                 |
| Domini Z de temps-invariant discrete                          | {\displaystyle z\mathbf {X} (z)=A\mathbf {X} (z)+B\mathbf {U} (z)} {\displaystyle \mathbf {Y} (z)=C\mathbf {X} (z)+D\mathbf {U} (z)}                                                                 |

### Exemple: Cas lineal temps-invariant i en temps continu
L'estabilitat i les característiques de la resposta natural d'un sistema continu en el temps (és a dir, lineal amb matrius que són independents del temps) pot ser estudiada a partir dels valors propis de la matriu A. L'estabilitat d'un model d'espai d'estats invariant en el temps pot ser estudiada observant la funció de transferència del sistema en forma factoritzada semblant a la següent:
{\displaystyle {\textbf {G}}(s)=k{\frac {(s-z_{1})(s-z_{2})(s-z_{3})}{(s-p_{1})(s-p_{2})(s-p_{3})(s-p_{4})}}}
El denominador de la funció de transferència és igual al polinomi característic trobat calculant el determinant de {\displaystyle sI-A},
{\displaystyle \mathbf {\lambda } (s)=|sI-A|}.
Les arrels d'aquest polinomi (els valors propis) són els pols de la funció de transferència del sistema (és a dir, les singularitats, on el guany de la funció de transferència no està acotada). Aquests pols es poden utilitzar per analitzar si el sistema és asimptòticament estable o  marginalment estable. Un enfocament alternatiu per estudiar l'estabilitat del sistema, que no requereix el càlcul dels valors propis, és analitzar l'estabilitat de Lyapunov del sistema.
Els zeros del numerador de {\displaystyle {\textbf {G}}(s)} es poden igualment emprar per estudiar si el sistema de mínima fase.
El sistema pot ser estable pel que fa a les seves entrades i sortides (estabilitat BIBO), encara que no sigui internament estable. Aquest pot ser el cas si algun pol inestable és cancel·lat per algun zero (és a dir, si aquestes singularitats de la funció de transferència són singularitats salvables).

### Controlabilitat
La condició de controlabilitat dels estats implica que és possible, mitjançant entrades adequades, pilotar els estats des de qualsevol valor inicial fins qualsevol valor final dins un interval de temps finit. Un model d'espai d'estats lineal i invariant en el temps es controlable si i només si
{\displaystyle \operatorname {rang} {\begin{bmatrix}B&AB&A^{2}B&...&A^{n-1}B\end{bmatrix}}=n}

### Observabilitat
L'observabilitat és una mesura com de bé es poden inferir els estats a partir del coneixement de les sortides. L'observabilitat i la controlabilitat d'un sistema són duals matemàtics. És a dir, així com la condició de controlabilitat significa que existeix una entrada que permet guiar qualsevol estat inicial a qualsevol estat final, la condició d'observabilitat significa que el coneixement d'una trajectòria de la sortida conté prou informació per predir l'estat inicial del sistema.
Un model d'espai d'estats lineal i invariant en el temps és observable si i només si
{\displaystyle \operatorname {rang} {\begin{bmatrix}C\\CA\\...\\CA^{n-1}\end{bmatrix}}=n}
(el rang és el nombre de files linealment independents d'una matriu)

### Funció de Transferència
La "funció de transferència" d'un model d'espai d'estats lineal i invariant en el temps es pot trobar de la següent manera:
Primer cal trobar la transformada de Laplace de l'equació d'estats del model
{\displaystyle {\dot {\mathbf {x} }}(t)=A\mathbf {x} (t)+B\mathbf {u} (t)}
obtenint
{\displaystyle s\mathbf {X} (s)=A\mathbf {X} (s)+B\mathbf {U} (s)}
Tot seguit, cal aïllar {\displaystyle \mathbf {X} (s)}, obtenint
{\displaystyle (s\mathbf {I} -A)\mathbf {X} (s)=B\mathbf {U} (s)}
{\displaystyle \mathbf {X} (s)=(s\mathbf {I} -A)^{-1}B\mathbf {U} (s)}
L'expressió obtinguda del vector d'estats se substitueix a l'equació de sortides
{\displaystyle \mathbf {Y} (s)=C\mathbf {X} (s)+D\mathbf {U} (s)}, giving
{\displaystyle \mathbf {Y} (s)=C((s\mathbf {I} -A)^{-1}B\mathbf {U} (s))+D\mathbf {U} (s)}
La funció de transferència {\displaystyle \mathbf {G} (s)} es defineix com el quocient entre sortida i entrada d'un sistema. Així, es pren
{\displaystyle \mathbf {G} (s)=\mathbf {Y} (s)/\mathbf {U} (s)}
i se substitueix l'expressió de {\displaystyle \mathbf {Y} (s)} en funció de {\displaystyle \mathbf {U} (s)} trobada, obtenint
{\displaystyle \mathbf {G} (s)=C(s\mathbf {I} -A)^{-1}B+D}
Clarament {\displaystyle \mathbf {G} (s)} ha de tenir dimensions {\displaystyle q} per {\displaystyle p} i, en conseqüència té {\displaystyle qxp} elements.
Per tant, per cada entrada hi ha {\displaystyle q} funcions de transferència, una per cada sortida.
És per aquest motiu que la representació en espai d'estats és una formulació molt convenient per a sistemes de moltes entrades i moltes sortides.

### Representacions d'espais d'estats a partir de la Funció de transferència
Donat que hi ha infinites representacions d'espais d'estat per a cada sistema i només una funció de transferència, trobar una representació a partir de la funció de transferència no és un procés tan sistemàtic com el camí contrari del paràgraf anterior. Tanmateix la infinitat de solucions permet fer assumpcions que faran el càlcul menys feixuc.
Tenint en compte el càlcul de la inversa d'una matriu
{\displaystyle {(s\mathbf {I} -A)}^{-1}={1 \over det(s\mathbf {I} -A)}(Cofactors(s)_{ji})}
es pot veure que la funció de transferència té per zeros els valors propis de la matriu dinàmica.
{\displaystyle det(s\mathbf {I} -A)=0}
Un mètode és assumir D una matriu de zeros, {\displaystyle \mathbf {D} (s)=0_{q,p}}, B una matriu d'uns, {\displaystyle \mathbf {B} (s)=1_{n,p}}, A una matriu diagonal de valors propis els zeros de la funció de transferència. La matriu C queda unívocament determinada i es pot trobar per inspecció comparant la funció de transferència i el producte de matrius de la representació:
{\displaystyle \mathbf {G} (s)=C(s\mathbf {I} -A)^{-1}1_{n,p}}

### Representacions canòniques
Qualsevol funció de transferència que sigui estrictament pròpia es pot escriure fàcilment a l'espai d'estats seguint el procediment de l'exemple següent (aquest exemple és per un sistema 4-dimensional amb entrada i sortida única):
Donada una funció de transferència, cal expansionar el numerador i el denominador per revelar-ne tots els coeficients. Això ha de resultar en la forma següent:
{\displaystyle {\textbf {G}}(s)={\frac {n_{1}s^{3}+n_{2}s^{2}+n_{3}s+n_{4}}{s^{4}+d_{1}s^{3}+d_{2}s^{2}+d_{3}s+d_{4}}}}.
Ara es poden inserir els coeficients directament a la representació de la manera següent:
{\displaystyle {\dot {\textbf {x}}}(t)={\begin{bmatrix}-d_{1}&-d_{2}&-d_{3}&-d_{4}\\1&0&0&0\\0&1&0&0\\0&0&1&0\end{bmatrix}}{\textbf {x}}(t)+{\begin{bmatrix}1\\0\\0\\0\\\end{bmatrix}}{\textbf {u}}(t)}
{\displaystyle {\textbf {y}}(t)={\begin{bmatrix}n_{1}&n_{2}&n_{3}&n_{4}\end{bmatrix}}{\textbf {x}}(t)}.
Aquesta representació d'espai d'estats s'anomena forma canònica controlable perquè es pot assegurar la controlabilitat del model resultant, és a dir, com que el control entra en una cadena d'integradors, té la capacitat de modificar cadascun dels estats.
Els mateixos coeficients de la funció de transferència es poden emprar per construir un altre tipus de forma canònica
{\displaystyle {\dot {\textbf {x}}}(t)={\begin{bmatrix}-d_{1}&1&0&0\\-d_{2}&0&1&0\\-d_{3}&0&0&1\\-d_{4}&0&0&0\end{bmatrix}}{\textbf {x}}(t)+{\begin{bmatrix}n_{1}\\n_{2}\\n_{3}\\n_{4}\end{bmatrix}}{\textbf {u}}(t)}
{\displaystyle {\textbf {y}}(t)={\begin{bmatrix}1&0&0&0\end{bmatrix}}{\textbf {x}}(t)}.
Aquesta representació s'anomena forma canònica observable perquè es pot assegurar que el model resultant serà observable, és a dir que, donat que la sortida és producte d'una cadena d'integradors, es pot assegurar que tots els efectes tenen una contribució a la sortida.

## Sistemes no lineals
La forma més general de model d'espai d'estats es pot escriure en dues funcions.
{\displaystyle \mathbf {\dot {x}} (t)=\mathbf {f} (t,x(t),u(t))}
{\displaystyle \mathbf {y} (t)=\mathbf {h} (t,x(t),u(t))}
The first is the state equation and the latter is the output equation.
Si la funció {\displaystyle f(\cdot ,\cdot ,\cdot )} és una combinació lineal dels estats i les entrades, aleshores les equacions es poden escriure en notació matricial com anteriorment.
If the function {\displaystyle f(\cdot ,\cdot ,\cdot )} is a linear combination of states and inputs then the equations can be written in matrix notation like above.
L'argument {\displaystyle u(t)} desapareix de l'expressió anterior si el sistema és no-forçat (és a dir, quan no té entrades).

## No unicitat de la representació d'espai d'estats
Com el seu nom indica, la representació en espai d'estats d'un model és només una representació i els estats que hi apareixen no necessàriament tenen significat fisic. A més, la represntacio no es única; es poden trobar diverses representacions i en cadascuna d'elles els estats seran diferents així com les equacions que els relacionen amb entrades i sortides. Les diferents representacions en espai d'estats del model estan relacionades entre si per transformacions de similitud.
{\displaystyle {\dot {\mathbf {x} }}_{\mathrm {1} }=A_{\mathrm {1} }\mathbf {x} _{\mathrm {1} }+B_{\mathrm {1} }\mathbf {u} }
{\displaystyle \mathbf {y} =C_{\mathrm {1} }\mathbf {x} _{\mathrm {1} }+D_{\mathrm {1} }\mathbf {u} }
{\displaystyle {\dot {\mathbf {x} }}_{\mathrm {2} }=A_{\mathrm {2} }\mathbf {x} _{\mathrm {2} }+B_{\mathrm {2} }\mathbf {u} }
{\displaystyle \mathbf {y} =C_{\mathrm {2} }\mathbf {x} _{\mathrm {2} }+D_{\mathrm {2} }\mathbf {u} }
aleshores les matrius d'ambdues representacions es relacionen de la següent manera:
| {\displaystyle \ A_{\mathrm {2} }=P^{\mathrm {-1} }A_{\mathrm {1} }P,} | {\displaystyle \ B_{\mathrm {2} }=P^{\mathrm {-1} }B_{\mathrm {1} }} |
| {\displaystyle \ C_{\mathrm {2} }=C_{\mathrm {1} }P,}                  | {\displaystyle \ D_{\mathrm {2} }=D_{\mathrm {1} }}                  |

La matriu de transformació {\displaystyle \ P} es qualsevol matriu quadrada {\displaystyle nxn} no singular. En consequencia hi ha infinites representacions en espai d'estats del model perquè existeixen infinites matrius quadrades {\displaystyle nxn} no singulars.